# Российско-узбекистанские отношения
Дипломатические отношения между Узбекистаном и Россией установлены 20 марта 1992.

## Политические отношения

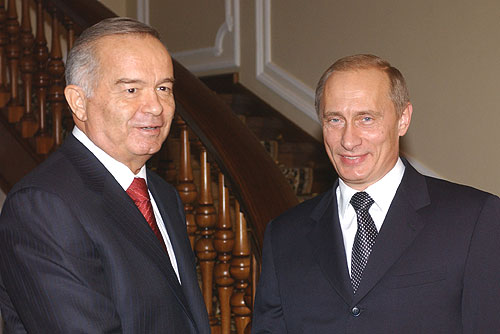
Встреча президента Узбекистана Ислама Каримова и президента России Владимира Путина, 2004 год

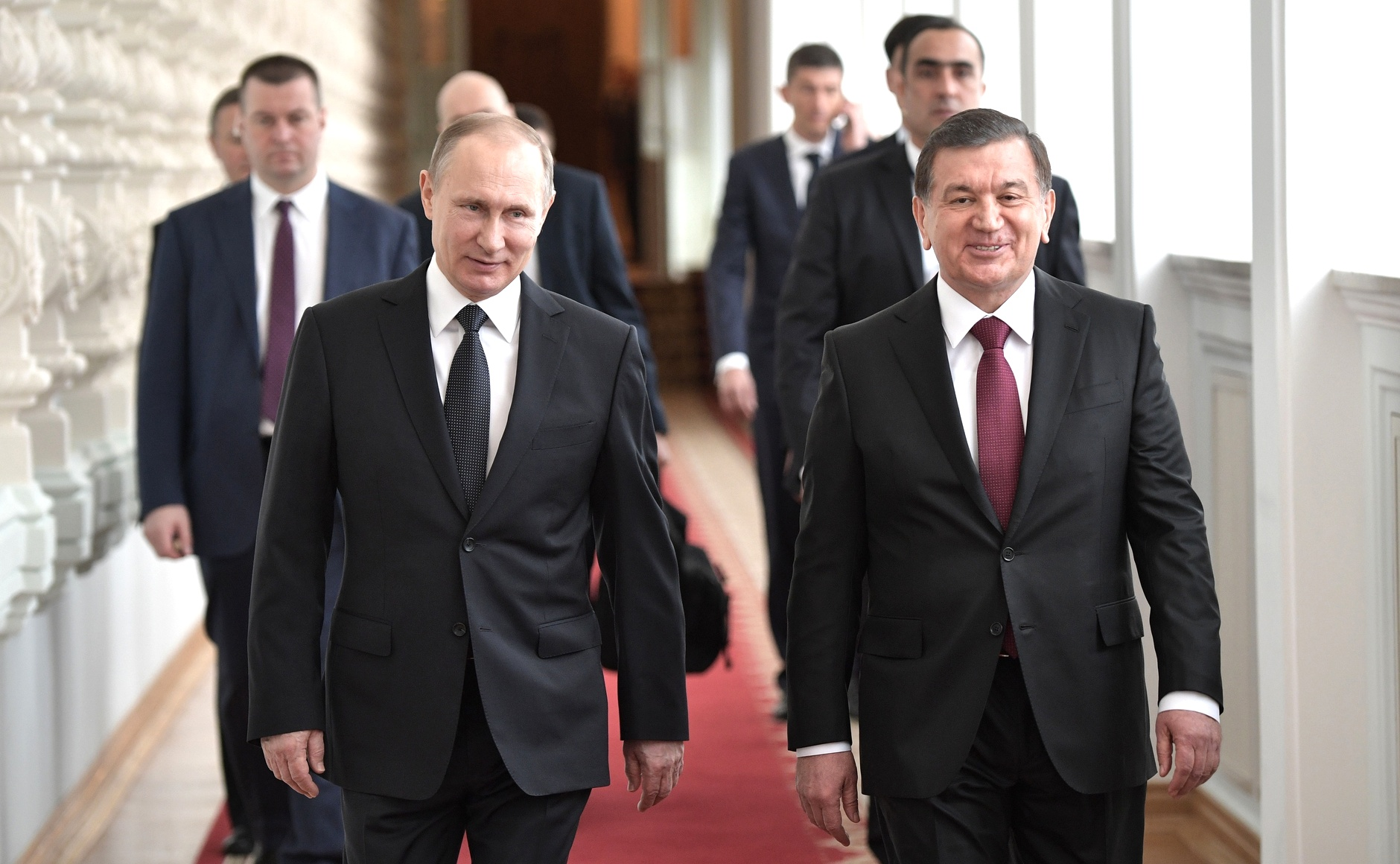
Встреча президента Узбекистана Шавката Мирзиёева и президента России Владимира Путина, 2017 год

В 2018 году по итогам переговоров Президента России В. Путина и Президента Узбекистана Ш. Мирзиёева была подписана Программа экономического сотрудничества между Правительствами России и Узбекистана на 2019—2024 годы.
Осенью 2021 года в результате двухсторонних переговоров было подписано 18 двусторонних документов. В частности, стороны подписали Совместное заявление о сотрудничестве в области обеспечения международной информационной безопасности.
15 сентября 2022 года Президенты России и Узбекистана Владимир Путин и Шавкат Мирзиеев подписали декларацию о всеобъемлющем стратегическом партнёрстве между двумя странами, сообщается на сайте Кремля. Она была подписана сразу после переговоров глав государств в рамках саммита ШОС. Кроме того, Путин вручил Мирзиееву орден Александра Невского.
10 декабря 2014 года Москва списала Ташкенту 890 млн долларов, а остальные 20 млн долларов среднеазиатская республика выплатила в тот же день.

## Экономическое сотрудничество
Россия, на долю которой приходится около 15—20 % объёма внешней торговли Узбекистана, является важнейшим торгово-экономическим партнёром этой страны. В 1995—2009 годах товарооборот двух стран увеличился с 1713 млн долларов до 2540 млн долларов. По российским статистическим данным товарооборот двух стран в 2016 году составил 2726,0 млн долларов, в том числе российские поставки в Узбекистан — 1965,0 млн долларов.
На 2016 год российский экспорт в Узбекистан состоял из: нефтепродукты (17 %), чёрные и цветные металлы (около 17 %), механическое и электрическое оборудование (15 %), древесина и бумага (15 %), а поставки Узбекистана в Россию: природный газ (32 %), текстильная продукция (около 20 %), плодоовощная продукция (4,5 %).
По данным Госкомитета по статистике Узбекистана, по состоянию на 1 ноября 2019 года в стране действовали 1776 предприятий с участием российского капитала, среди которых 1096 компаний созданы как совместные предприятия и 680 — как иностранные. Основные российские инвесторы — ПАО «ЛУКОЙЛ», ПАО «Газпром», ПАО «ВымпелКом» и др.
На территории России зарегистрировано более 600 предприятий с участием резидентов Узбекистана.
11 декабря 2021 года Узбекистан получил статус наблюдателя в ЕАЭС.
Узбекистан и Россия подписали комплексную программу экономического сотрудничества на 2022−2026 годы, которая охватывает торговлю, промышленную кооперацию, транспорт, энергетику, сельское хозяйство, связь, финансы, науку и образование, здравоохранение, культуру, туризм, межрегиональное сотрудничество.
Примером партнерства Узбекистана с регионами России является Татарстан, который открыл свое представительство в Ташкенте еще в 1992 году. Товарооборот между двумя республиками по итогам 2021 года составил почти 200 миллионов долларов, что на 23,5 % выше показателя предыдущего года. Татарстан экспортирует в Узбекистан топливо, транспортные средства, изделия из древесины, пластмассы, резины, а импортирует текстиль, трикотажные полотна, хлопок, пластмассы и другие товары.
21 ноября 2022 года «ТВЭЛ» и Институт ядерной физики Узбекистана заключили соглашение о сотрудничестве в области ядерного бэкэнда.
Узбекистан и Россия готовят[уточнить] генеральный контракт на сооружение атомной электростанции в Джизакской области Узбекистана, которую планируется оборудовать реакторами типа ВВЭР-1200. По контракту оплата строительства должна быть полностью покрыта с российской стороны.
По итогам 2022 года товарооборот между странами вырос на 23 %, до $9,28 млрд, а доля РФ в экспорте из Узбекистана составила 18,6 %. Свою продукцию на предприятиях Узбекистана производят российские холдинги Melon Fashion Group, Concept Group, «Спортмастер», маркетплейс Ozon, сети магазинов одежды Gloria Jeans, Funday, ритейлер одежды Zolla, сеть домашнего текстиля и товаров для дома Cozy Home, бренды детской одежды Crockid, Cherubino, «Бубль-Гум», марка мужской одежды Nicolo Angi, бренд женской одежды и аксессуаров LIMÉ и многие другие.
25 января правительство Узбекистана сообщило о разработке технологических условий для организации поставок газа из России по трубопроводу Средняя Азия — Центр в рамках соглашения между Газпромом и Министерством энергетики Узбекистана.
РФ и Узбекистан обсуждают[уточнить] создание сети совместных оптовых центров на территории Узбекистана. Об этом на ташкентском инвестиционном форуме заявил министр экономического развития России Максим Решетников: «Сейчас мы говорим о создании сети торгово-распределительных центров на территории Узбекистана, которые бы уже получали продукцию от местных сельхозпроизводителей, проводили сортировку упаковки с тем, чтобы в Россию ехала подготовленная продукция, потому что это снижает порчу продукции при транспортировке».
25 апреля 2023 года генеральный директор российской компании «АвтоВАЗ» Максим Соколов заявил, что его фирма рассматривает организацию сборки Lada Vesta нового поколения в Узбекистане. Речь идет о возобновлении сборки машин Lada на узбекском заводе ADM Jizzak, на котором планируется ежегодно производить 15 тысяч Lada Vesta NG. В перспективе российская компания намерена занять 10 % рынка страны, выпуская 30 тысяч автомобилей нескольких моделей в год.
Согласно подсчетам специалистов Агентства статистики при президенте Узбекистана, совокупный объём товарооборота между Россией и Узбекистаном за первый квартал 2023 года оценивается в 1,9 миллиарда долларов, что на 19,5 процента больше, чем за аналогичный период 2022 года. Россия за это время экспортировала в Узбекистан товаров на 1,7 миллиарда долларов, а Узбекистан в Россию на 558,4 миллиона долларов.
11 мая 2023 года заместитель мэра Москвы Владимир Ефимов сообщил, что Щербинский лифтостроительный завод, входящий в группу «ДОМ.РФ», подписал три соглашения о сотрудничестве со строительными компаниями Узбекистана: «При поддержке специалистов Центра „Моспром“ столичные компании приняли участие в Международной промышленной выставке „ИННОПРОМ. Центральная Азия“. В результате один из крупнейших лифтостроительных заводов России впервые подписал с узбекскими строительными компаниями три соглашения на поставку оборудования в течение трех лет. Общая стоимость контрактов оценивается в 200 миллионов рублей».
В Ташкенте с 24 по 26 апреля на выставке «Иннопром: Центральная Азия» был подписан Меморандум о намерениях по проработке комплексной сырьевой кооперации между Россией и Узбекистаном. 16 июня 2023 года на ПМЭФ между заместителем премьер-министра Узбекистана Жамшидом Ходжаевым, министром энергетики Узбекистана Журабеком Мирзамахмудовым с одной стороны и председателем правления «Газпром» Алексеем Миллером с другой — было подписано соглашение о поставках российского газа в Узбекистан, а также «дорожная карта» по подготовке газотранспортной системы республики и подготовке к транспортировке. Документ заключён на два года, объём поставок составит 9 млн кубометров в сутки, годовой объём — почти 2,8 млрд кубометров.
За январь — май 2023 года в Узбекистане было создано 376 совместных предприятий.
В июне 2023 года правительство Узбекистана и «Газпром» подписали соглашение о поставках российского газа в республику, а также «дорожную карту» по подготовке газотранспортной системы к приемке и транспортировке топлива. Минэнерго Узбекистана позже сообщило, что соглашение заключено на два года, объем поставок составит 9 млн кубометров в сутки, годовой объем — около 2,8 млрд кубометров.
4 октября 2023 года в Казани прошёл Третий Форум межрегионального сотрудничества между Россией и Узбекистаном. Организаторами выступили Министерство экономического развития Российской Федерации и Министерство инвестиций, промышленности и торговли Республики Узбекистан. В мероприятии приняли участие более 700 представителей бизнеса двух стран, представители 19 регионов России и 14 — Узбекистана. На форуме было подписано 3 межрегиональных и 7 коммерческих соглашений в разных отраслях промышленности и ряд других документов.
6 октября 2023 года в Москве правительства Узбекистана и России подписали ряд очередных[каких?] документов.
Позже в этом же году, российский холдинг «Фосагро» начал поставки в Узбекистан водорастворимых удобрений (моноаммонийфосфат) , хорошо подходящих для жаркого климата и территорий с дефицитом воды.
В 2022 и 2023 году Узбекистан вошёл в десятку импортёров пиломатериалов из России. В 2023 году Узбекистан импортировал более 2 млн м3 пиломатериалов, заняв второе место по их импорту.

## Финансовое сотрудничество
Между российской платежной системой «Мир» и межбанковской системой Uzcard налажены трансграничные переводы, а 2022 году, на фоне российского вторжения на Украину карты «Мир» перестали принимать в Узбекистане.

## Узбекские трудовые мигранты в России
В России в 2010-х годах работало большое количество трудовых мигрантов из Узбекистана. Они вносят значительный вклад в экономику России и Узбекистана — только за 2016 год по данным Центробанка РФ денежные переводы из России в Узбекистан составили 2,741 млн долларов США.
В первом квартале 2023 года в Россию въехали почти 1,3 миллиона иностранцев, более 630 тысяч из них — граждане Узбекистана. Это превышает аналогичные показатели за три первых месяца прошлого года в 1,6 раза. Ежегодно в Россию на заработки отправляются порядка 1,5 миллиона узбекистанцев.

## Военно-техническое сотрудничество

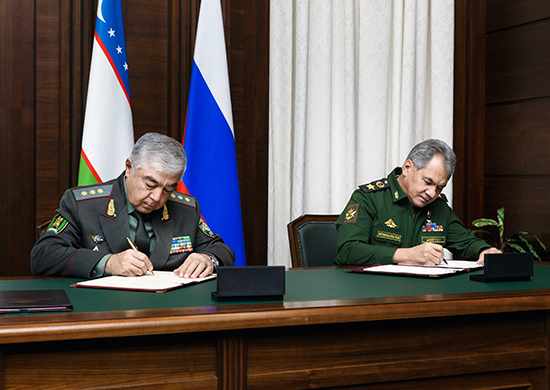
Министры обороны России Сергей Шойгу и Узбекистана Кабул Бердиев подписывают Договор о развитии военно-технического сотрудничества, 2016 год

В декабре 1999 года подписан договор между Россией и Узбекистаном о дальнейшем углублении всестороннего сотрудничества в военной и военно-технической областях. В мае 2001 года был заключён межгосударственный договор о сотрудничестве по пограничным вопросам, в октябре того же года — межгосударственное соглашение о совместном применении ВВС России и ВВС Узбекистана для обеспечения безопасности воздушного пространства двух стран. В июне 2001 года в целях координации ВТС создана российско-узбекская рабочая группа по ВТС.
Узбекистан планомерно перевооружает свою армию. Активное участие в этом процессе принимает Россия. В частности Узбекистан приобрел Су-30СМ, вертолеты Ми-35М, зенитные ракетные комплексы Бук-М2Э, БТР-80 и БТР-82Ф.
В октябре 2017 года на полигоне Фориш в Джизакской области прошли первые за 12 лет узбекско-российские военные учения. С 2017 по 2021 год в различных частях Узбекистана несколько раз проводились совместные учения с военными из Узбекистана и России.

## Сотрудничество в сфере образования
В Узбекистане имеется представительство Россотрудничества — Российский центр науки и культуры (с 2021 года — «Русский дом».
В августе 2022 года открылось представительство Санкт-Петербургского государственного университета в Навои (ранее, филиал СПбГУ был открыт в Ташкенте).
Ташкентский государственный транспортный университет (ТГТУ) и Каршинский инженерно-экономический институт (КИЭХИ) 12 июля 2022 года заключили соглашения о сотрудничестве с Московским автомобильно-дорожным государственным техническим университетом (МАДИ). Соглашение было подписано на полях летней школы МАДИ в рамках программы Россотрудничества «Новое поколение».
Агентство по развитию атомной энергетики «Узатом», концерн «Росэнергоатом» и Техническая академия Росатома 13 июля 2022 года одписали меморандум о взаимопонимании, который поддерживает подготовку специалистов для атомной энергетики Узбекистана на российских атомных электространциях и стажировки в учебно-тренировочных центрах АЭС в России
Всего в российских вузах, в том числе в их зарубежных филиалах, в 2022 году проходили обучение 53 тыс. граждан Узбекистана. Из них 11 734 студента учились за счет бюджетных ассигнований. При этом 10060 узбекистанцев поступили в вузы на равных с гражданами России основаниях, а 1 674 человека учились за счёт квоты российского правительства. Еще 41 297 граждан Узбекистана учились в российских вузах на контрактной основе. В числе университетов, которые уже открыли свои отделения в республике, — филиал МГУ имени Ломоносова, РЭУ имени Плеханова, РГУ нефти и газа имени Губкина, РХТУ имени Менделеева, РГПУ имени Герцена, ВГИК, МИСиС, МИФИ, МГИМО и другие.
В 2022—2023 году Узбекистан посетили такие российские ученые, как академик РАН Андрей Каприн, члены-корреспонденты РАН Сергей Иванов и Анатолий Соловьев, профессор-социолог Валентина Комлева, делегации Объединенного института ядерных исследований (Дубна), Росатома, иммунологов, геофизиков, Казанского федерального университета и многие другие.
8 апреля 2023 года в Фергане прошел образовательный марафон, организованный российским вузом — «Профессии будущего и цифровые технологии в САФУ».
25 апреля 2023 года Нижегородская область передала Бухарской области Узбекистана детский технопарк «Кванториум».

## Сотрудничество в сфере атомной энергетики
8 августа 2025 года директор Агентства по атомной энергии «Узатом» Азим Ахмедхаджаев рассказал о планах республики в короткие сроки построить крупную атомную электростанцию совместно с российской корпорацией «Росатом». После подписания контракта в мае 2024 года о строительстве первой в стране маломощной АЭС в Джизакском районе с шестью реакторами по 55 МВт, стороны согласовали расширение проекта. По его словам, сейчас планируется возведение двухблочной АЭС большой мощности и дополнительной маломощной станции. Генподрядчиком выступает «Атомстройэкспорт», при этом в работе будут задействованы и местные компании.

## Культурное сотрудничество
В мае 2023 года Узбекистан и Россия провели заседание подкомиссии по культуре. Делегацию Узбекистана представил министр культуры и туризма Озодбек Назарбеков, делегацию РФ представила статс-секретарь — замминистра культуры РФ Надежда Преподобная. Участники обсудили итоги совместных событий, сотрудничество в сфере кинопроизводства и планы проведения обменных мероприятий. В 2023 году благодаря проекту Российского фонда культуры Национальная библиотека Узбекистана получит комплект классической и современной литературы для детей, подростков и молодежи, в том числе произведения С. В. Михалкова.
7 июня 2023 года в Махачкале установили памятник строителям из Узбекистана. Узбекские специалисты помогли отстроить город после землетрясения в 1970 году. В свою очередь, первый заместитель председателя Сената Олий Мажлиса Садык Сафаев, присутствующий на открытии памятника, рассказал, что "дагестанцы также внесли большой вклад в части оказания помощи нашему народу, когда в 1966 году произошла страшная трагедия у нас. По сей день одна из улиц в нашем городе носит название «Дагестанская».
С 22 по 25 июня 2023 года в Санкт-Петербурге прошли Дни узбекского кино, организованные РОСКИНО при поддержке Министерства культуры России. На бесплатных показах российской аудитории представили пять картин. Наибольшее количество зрителей собрала военная драма «Узбечка». Кроме этого, прошли показы фильмов «Тенгиз», «Наследие», «Волшебная шапочка» и «Эволюция». В рамках мероприятия узбекские кинематографисты также посетили киностудии «Ленфильм» и «Лендок». Заместитель директора Агентства кинематографии республики Узбекистан Шухрат Ризаев рассказал, что планируется несколько совместных документальных фильмов со студией «Лендок». В частности, в июле 2023 года стартует подготовка проекта об истории создания самой большой мечети в России. Также в планах — проект о возвращении тысячелетнего Корана Усмана на родину: реликвия много лет хранилась в Петербурге, после чего была перевезена в Ташкент.

## Сотрудничество в сфере туризма
Российская авиакомпания «Победа» в апреле 2023 года запустила свой первый рейс в Узбекистан по маршруту «Москва (Внуково) — Самарканд — Москва», которые выполняются два раза в неделю — по четвергам и воскресеньям. Обратные рейсы также выполняются дважды в неделю — по понедельникам и пятницам.
В сентябре 2023 года авиационные власти Узбекистана и России договорились о значительном увеличении числа авиарейсов между городами двух стран. В частности, на маршруте «Ташкент-Москва-Ташкент» количество рейсов увеличено с 39 до 50 раз в неделю, «Ташкент-Санкт-Петербург-Ташкент» – с 7 до 14, «Бухара-Москва-Бухара» – с 10 до 14, «Ургенч-Москва-Ургенч» – с 7 до 14 и «Ташкент-Красноярск-Ташкент» – с 7 до 14.